# Compiègne
Compiègne je francouzské město v departementu Oise regionu Hauts-de-France na severu Francie. Je situované podél řeky Oise. Její obyvatelé jsou francouzsky nazýváni Compiégnois.

## Geografie
Sousední obce: Clairoix, Choisy-au-Bac, Margny-lès-Compiègne, La Croix-Saint-Ouen, Saint-Jean-aux-Bois, Vieux-Moulin, Jaux a Venette.

## Historie

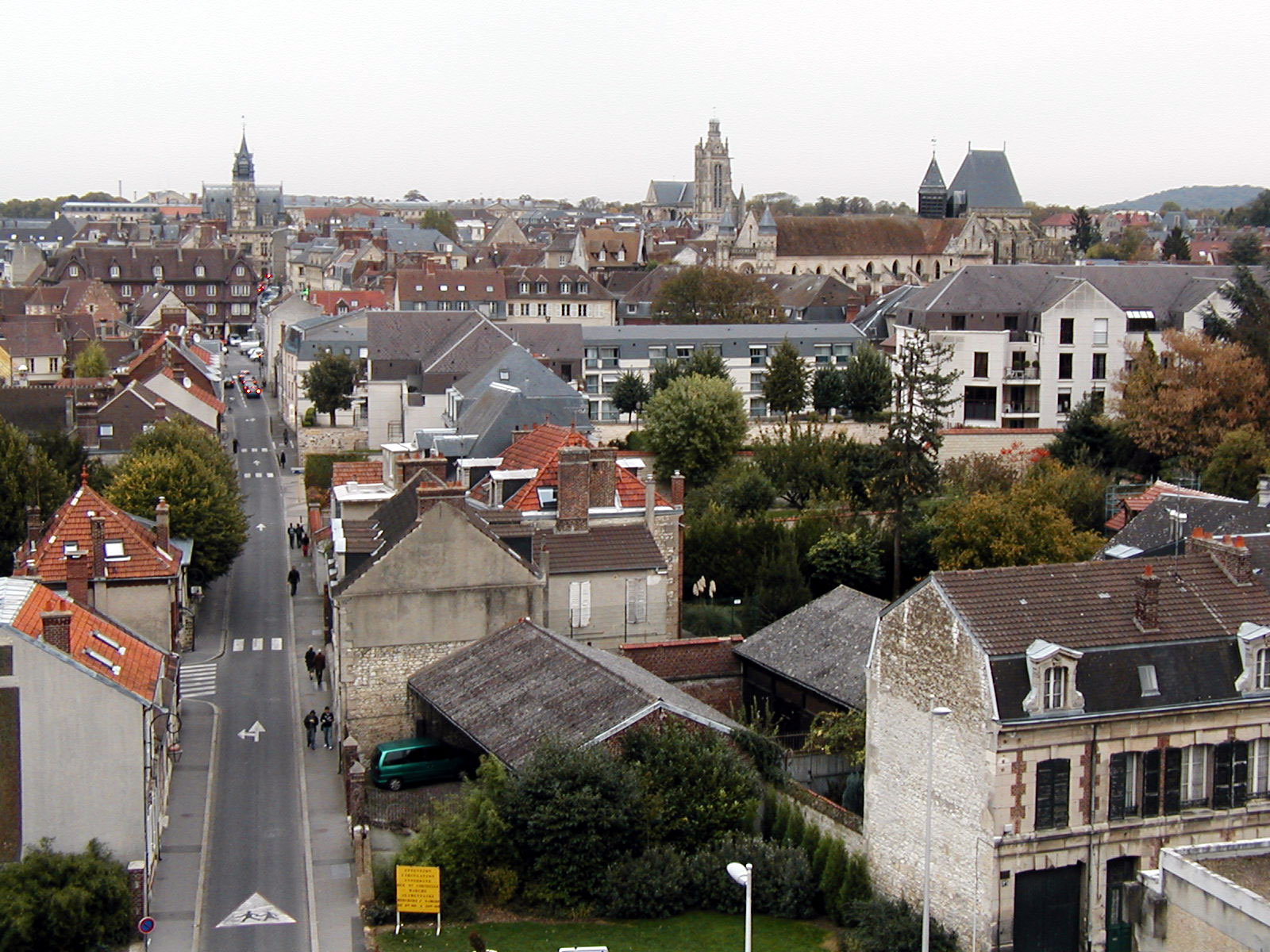
Pohled na Compiègne

- 664 – Svatý Wilfrid byl vysvěcen biskupem z Yorku.
- 888 – v únoru zde byl Odo Pařížský korunován na Západofranského krále.
- 1430 – 23. května zde byla Jana z Arku během stoleté války zajata Burgundy při pokusu osvobodit město. Ti jí pak prodali Angličanům.
- 1630 – Marie Medicejská se pokusila sesadit kardinála Richelieu, což nakonec vedlo k jejímu zdejšímu exilu a odtud odjela v roce 1631 do Bruselu.
- 1918 – 11. listopadu bylo ve vlakovém voze v Le Francport u Compiègne podepsáno příměří z Compiègne mezi Německem a Francií, které ukončilo první světovou válku.[1] Signatáři byli maršál Ferdinand Foch a německý zástupce Matthias Erzberger.
- 1940 – 22. června bylo podepsáno v Le Francport u Compiègne (ve stejném vagónu) další příměří mezi Německem a poraženou Francií, ovšem vítězná a poražená strana byla opačná.
- 1968 – V jednodenním profesionálním cyklistickém závodu Paříž - Roubaix se start napříště přesunul z Paříže do Compiègne.

## Populace
- 1882: 13 393 obyv.
- 1990: 41 663 (místní), 44 703 (celkově)
- 1999: 41 076 (místní), 44 703 (celkově), 69 903 (v aglomeraci), město (108 234)

## Pamětihodnosti

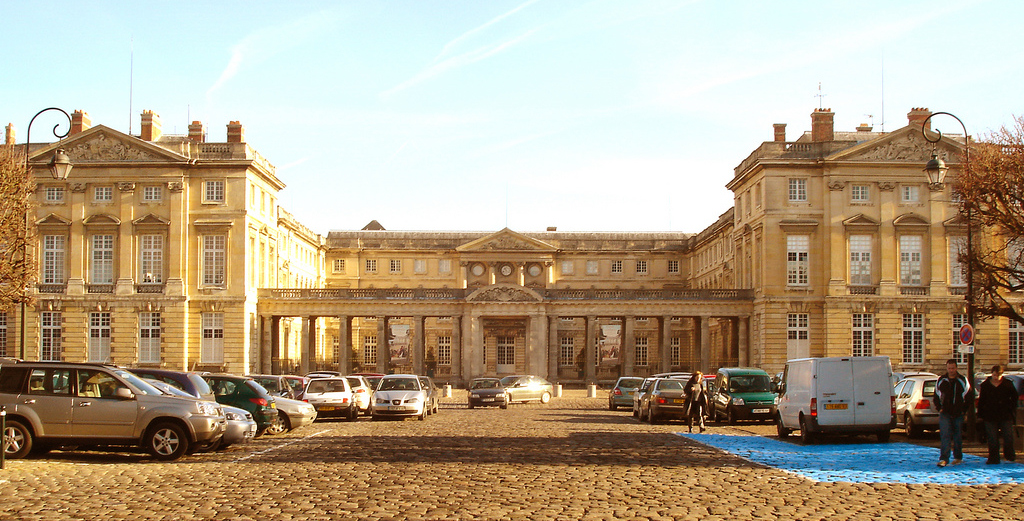
Zámek Château de Compiègne

### Muzea
- Château de Compiègne – zámek v němž je muzeum z doby Druhého francouzského císařství
- Musée Antoine Vivenel

### Lesík u Compiègne
V lesíku u Compiègne byla ve vlakovém voze podepsána dvě francouzsko-německá příměří (viz výše). U druhé signace Hitler zvolil toto místo záměrně, aby odčinil německé pokoření z první světové války. Místo obsahuje několik památníků a repliku železničního vozu.

## Sport
Startuje zde tradiční jednodenní cyklistický závod Paris-Roubaix. Město bylo také cílem 3. etapy závodu Tour de France 2007.

## Slavní rodáci
- Roscelin z Compiègne (1050 – 1122), filosof a teolog, označován za zakladatele nominalismu
- Petr z Ailly (1350 – 1420), teolog a římskokatolický kardinál
- Albert Robida (1848 – 1926), ilustrátor, grafik, litograf, karikaturista a spisovatel
- Marcel Tabuteau (1887 – 1966), hobojista, považován za zakladatele americké hobojové školy
- Suzanne Lenglenová (1899 – 1938), tenisová legenda

## Partnerská města
- Arona, Itálie, 1962
- Bury St Edmunds, Anglie, 1967
- Elbląg, Polsko, 2002
- Huy, Belgie, 1959
- Kirjat Tiv'on, Izrael, 1988
- Landshut, Německo, 1962
- Raleigh, Severní Karolína, USA, 1989
- Širakawa, Fukušima, Japonsko, 1988
- Vianden, Lucembursko, 1964